# Edward Yataro Hosaka
Edward Yataro Hosaka (1907 - 1961) fue un botánico, y explorador estadounidense.

## Algunas publicaciones
- 1961. Parker Ranch in 1961. Ed. Univ. of Hawaii Agricultural Extension Service, 36 p.
- 1960. At Parker Ranch, Ranching at Its Tropical Best. Con Richard Penhallow. Ed. Univ. of Hawaii Agricultural Extension Service, 23 p.
- 1958. Kenya White Clover in Hawaii. Circular 369 (Hawaii Agricultural Extension Service) Con Minoru Matsuura. 6 p.
- 1957. Palatability and Nutritive Value of Forages. Extension circular 381. Ed. Univ. of Hawaii Agricultural Extension Service, 6 p.
- 1944. Sport Fishing in Hawaii. Ed. Bond's, 188 p.
- 1944. Legumes of the Hawaiian Ranges. Bull. 93 Hawaii Agricultural Experiment Sta. Univ. of Hawaii. Con John Carson Ripperton. 80 p.
- 1942. Vegetation Zones of Hawaii, Issues 86-93. Bull. 89 Hawaii Agricultural Experiment Sta. 60 p.
- 1940. A Revision of the Hawaiian Species of Myrsine (Suttonia, Rapanea), (Myrsinaceae). Occasional papers of Bernice P. Bishop Museum 16. 76 p.
- 1938. Notes on Hawaiian Species of Lobelia. Hawaiian plant studies 5. Con Harold St. John. Ed. Bernice P. Bishop Museum, 126 p.
- 1937. Ecological and Floristic Studies in Kipapa Gulch, Oahu. Bishop Museum occasional paper 13, 232 p.
- 1937. Nyctaginaceae of Southeastern Polynesia and Other Pacific Islands. Con Armand D'Orchymont, Charles Howard Edmondson, Edwin Cooper Van Dyke, Elwood Curtin Zimmerman, Francis Raymond Fosberg, Frank Edwin Egler, Frank Montgomery Hull, Horace Francis Barnes, J. B. Corporaal, Leo David Whitney, Peter Esben-Petersen, Truman George Yuncker. Ed. Bernice P. Bishop Museum, 66 p.
- 1936.	New Species of Hawaiian Panicum and Eragrostis. Occasional papers of the Bernice Pauahi Bishop Museum of Polynesian Ethnology and Natural History 12. Con Leo David Whitney, 6 p.
- 1935. Hawaiian Panicum, Metrosideros, Sanicula, Lobelia, and Rollandia. Hawaiian plant studies. Occasional papers of the Bernice Pauahi Bishop Museum of Polynesian Ethnology and Natural History 11. Con Harold St. John. Ed. The Museum, 18 p.
- 1932. Weeds of the Pineapple Fields of the Hawaiian Islands. Research publications 6, Univ. of Hawaii. Con Harold St. John. Ed. Univ. of Hawaii, 196 p.

## Epónimos
Especies
- (Gesneriaceae) Cyrtandra hosakae St.John & Storey[2]
- (Rubiaceae) Gouldia hosakae (Fosberg) O.Deg. & I.Deg.[3]
- (Rutaceae) Melicope hosakae (H.St.John) W.L.Wagner & R.K.Shannon[4]